# Les Pavillons-sous-Bois
Les Pavillons-sous-Bois é uma comuna francesa situada no departamento de Seine-Saint-Denis, na região da Ilha de França, a cerca de 10 km a nordeste de Paris. A cidade foi oficialmente fundada em 3 de janeiro de 1905 mas os primeiros traços de atividade no território remontam ao século XVII. Les Pavillons-sous-Bois leva o nome de dois pavilhões da guarda construídos em 1770 e que ficavam na entrada do domínio de Le Raincy. Estes dois pavilhões, restaurados, estão localizados no lugar de la Fourche, na borda da RN 3.

## Transporte

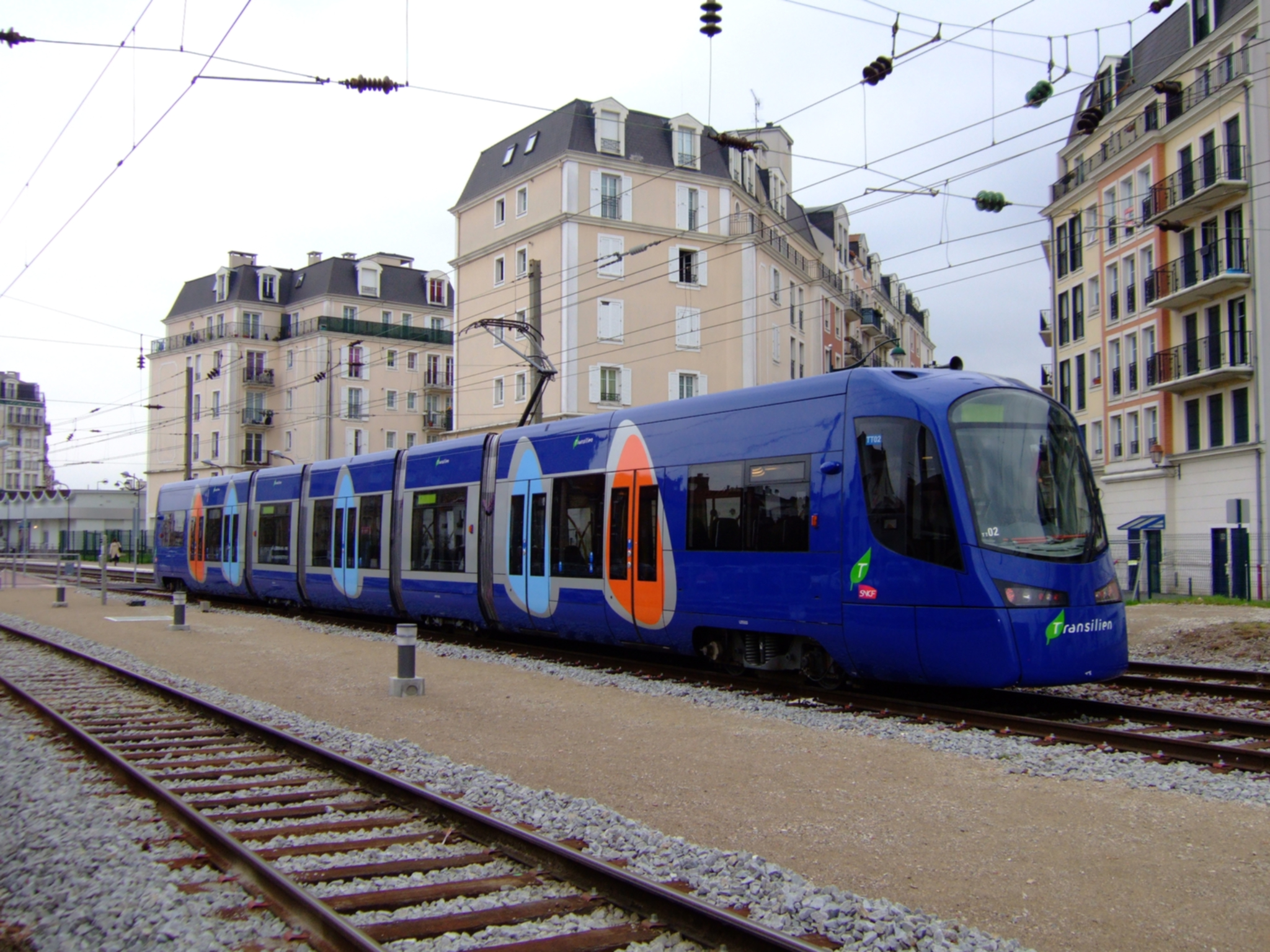
O tramway 4 na estação de Gargan, em Pavillons-sous-Bois

A antiga linha des Coquetiers, que ligava Paris e Bondy de Aulnay-sous-Bois foi parar em Pavillons-sous-Bois. Desde novembro de 2006, a linha de bonde 4 leva o mesmo percurso, e permite-lhe alcançar rapidamente o RER E em Bondy ou o RER B em Aulnay-sous-Bois. A cidade é servida por duas estações : Pavillons-sous-Bois e Gargan. A última serve como o ponto inicial ou terminal de certas missões, e é nesta que está localizado o centro operacional da linha.

## História
A cidade de Pavillons-sous-Bois festejou o seu centenário em 2005. Ela existe de fato oficialmente desde 3 de janeiro de 1905 mas foram encontrados os primeiros traços de atividade no seu território em torno do século XVII.

### Antes de Pavillons-sous-Bois

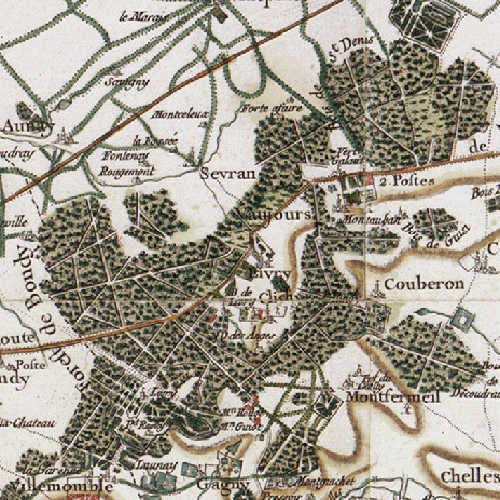
A floresta de Bondy de acordo com a Carta de Cassini

Por volta de 1600, o território dos Pavillons-sous-Bois eram uma área pantanosa na imensa Floresta de Bondy, que tinha a má fama de ser um covil de ladrões. Um caminho a cavaleiro corria na localidade de La Fourche no domínio da velha mansão de Le Raincy construído sobre as alturas. Ele foi destruído quando um rico superintendente das finanças tomou posse do domínio e construiu um suntuoso castelo no local.
Depois que a família dos duques de Orleans tornou-se em 1770 proprietária do domínio de Le Raincy, duas cabanas de caça foram construídas na localidade de La Fourche, na entrada da estrada que ligava o castelo ao Grand Chemin. Estes pavilhões foram então as únicas estruturas no território que hoje ocupa Les Pavillons-sous-Bois. Eles ainda estão, 235 anos mais tarde, no cruzamento da RN 3 e da avenue Jean-Jaurès.
Em 1789, o castelo foi abandonado pela família dos duques de Orleans e a área de Le Raincy vendido em um pacote. Não foi até 1815, após os tormentos revolucionários e o Primeiro Império, que a família de Orleans recuperou a posse da propriedade.
Napoleão III confiscou os bens da família de Orleans e os colocou a venda em 1852. Até a Guerra Franco-Prussiana de 1870, o domínio foi pouco a pouco desmembrado. O conjunto de terras foi entregue aos loteadores e a avenida majestosa alinhada com árvores e jardins permaneceu apenas com a avenida central dedicada ao tráfego público. Esta pista foi renomeada mais tarde avenue Jean Jaurès.
O castelo, entretanto, foi abandonado, destruído e caiu nas mãos dos invasores. Os pavilhões de caça também foram vendidos e pequenas lojas aí se estabeleceram.
Quando Le Raincy se tornou uma cidade em 1869, os bosques do domínio foram atribuídos ao de Bondy. Os loteamentos se multiplicaram, e um faubourg nasceu : "Bondy-Forêt". Durante a guerra de 1870, o exército prussiano estacionou vários meses neste limite. Isto marcou um pouco mais separação entre o território comunal de Bondy e o da futura comuna de Les Pavillons-sous-Bois. A construção, por Louis-Xavier Gargan da Ligne des Coquetiers, via férrea ligando Aulnay-sous-Bois a Paris trouxe ainda mais Parisienses no local e o pequeno faubourg de "Bondy-Forêt" cresceu em importância. Não foi preciso muito mais para que o espírito separatista aproveitasse a população do "Bondy-Forêt", que reclamou, portanto, a autonomia administrativa do faubourg.

### A criação de Les Pavillons-sous-Bois

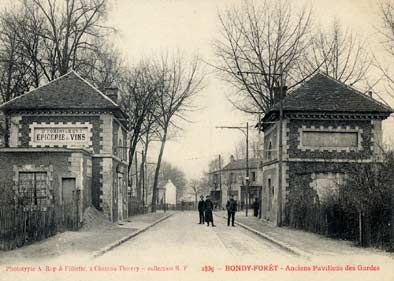
Os pavilhões de guarda

A separação teve lugar em 1905, e nomes diferentes foram propostos para esta nova cidade. Em 3 de janeiro, a cidade foi criada. O conselho geral escolheu "Les Pavillons-Sous-Bois" em vez de "Bondy-la-Forêt", ou "Les Pavillons", esta homenagem a todos os pavilhões de guarda e à floresta de Bondy. Em fevereiro de 1905 foram realizadas as primeiras eleições. 489 pessoas se expressaram sobre os 644 eleitores representando os 2 101 habitantes da nova comuna. A cidade continuou a crescer e atraiu mais e mais os Parisienses pouco afortunados mas atraídos pelos terrenos baratos e o serviço pela ligne des Coquetiers e pelos tramways da Compagnie générale des omnibus e depois da STCRP. Les Pavillons-Sous-Bois tinha 3 646 habitantes em 1911.

## Geminação
- Brackley (Reino Unido)
- Bragança (Portugal)
- Écija (Espanha)
- Eichenau (Alemanha)